# Roy Karch

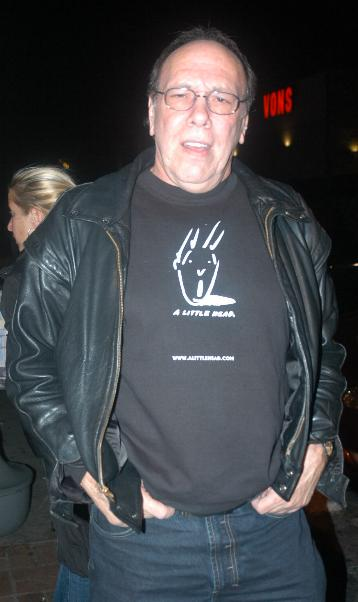
Roy Karch

Roy Karch (* 21. Dezember 1946) ist ein US-amerikanischer Regisseur und Drehbuchautor von Pornofilmen. Er schrieb beginnend 1983 Drehbücher für rund 60 Filme und führte Regie bei 155 Produktionen. 1998 wurde er in die Adult Video News Hall of Fame aufgenommen.

## Filmografie (Auswahl)
- 1983: The Newcommers (Regie)
- 1988: Her Every Wish (Regie)
- 1998: Ein sexy Wetteinsatz (Regie und Drehbuch)
- 2000: Wünsche werden wahr (Regie)
- 2003: Sex on the Rocks (Regie und Drehbuch)
- 2009: The Carlet Manor (Regie und Drehbuch)
- 2011: I think I Just Shot Her (Regie)[2][3]